# مانوئل اشمیدباخ
مانوئل اشمیدباخ (انگلیسی: Manuel Schmiedebach؛ زادهٔ ۵ دسامبر ۱۹۸۸) بازیکن فوتبال اهل آلمان است.
از باشگاه‌هایی که در آن بازی کرده‌است می‌توان به باشگاه فوتبال هرتابرلین و باشگاه فوتبال هانوفر ۹۶ اشاره کرد.
وی همچنین در تیم ملی فوتبال جوانان آلمان بازی کرده‌است.